# TeleListas
TeleListas é uma empresa do Brasil líder no mercado brasileiro de editoras de listas telefônicas impressas e eletrônicas.
Com as listas impressas publicadas em 25 estados e o portal TeleListas.net, o Grupo TeleListas cobre 100% da rede nacional, atingindo mais de 100 milhões de pessoas.

## História
A empresa foi fundada em 1984, mas somente em 1994 iniciou suas atividades no Rio de Janeiro em 1994 como a editora escolhida pela então estatal, Companhia Telefônica do Rio de Janeiro (TELERJ), respondendo pela edição e distribuição das RioListas, na capital, e, posteriormente, pelas TeleListas, no interior do estado. O início das atividades se iniciou após uma batalha judicial que se arrastou por 11 anos.
A partir da privatização das telecomunicações, em 1997, a empresa foi contratada pelas três grandes operadoras nacionais de telefonia para produzir e distribuir listas em suas regiões de atuação, as Listas Telefônicas Obrigatórias e Gratuitas (LTOG).
Em julho de 2006, foi obrigada por uma ação civil pública a remover de suas publicações os nomes das pessoas que optassem por isto. Em 2011, a empresa identificou uma série de golpistas aplicando estelionatos em seu nome, pelo país.

## Outros produtos
A TeleListas foi a primeira empresa na América Latina a disponibilizar o conteúdo de suas listas em CD-ROM, ainda em 1996, enquanto se preparava para lançar seu produto na internet.
Em 1998, foram lançadas as TeleListas, listas em formato um pouco menor que as RioListas e com uma variação no estilo Mondrian do design, para cobrir todo o interior do estado do Rio de Janeiro.

### Internet
Após o lançamento da versão em CD-ROM, foi ao ar o site RioListas.com.br, com a transposição gratuita dos anúncios de todos os anunciantes da lista impressa.
Em 2000, é lançada a primeira versão do portal TeleListas.net, com motor de busca por nome e atividade, conteúdo exclusivo e informações de utilidade pública. Este ano também marca as distribuições de listas impressas com anúncios em cores e a chegada da empresa no Sul e Centro-Oeste do país, completando, assim, a expansão territorial dos produtos impressos, cobrindo 97% do território nacional.
Ainda em 2000, o portal TeleListas.net incorpora a base de dados de São Paulo e passa a cobrir 100% das informações telefônicas, comerciais e residenciais do Brasil e inicia a comercialização de anúncios exclusivos para a internet em todo o país.